# Doraemon Wii
Doraemon Wii (tiếng Nhật: Doraemon Wii - Himitsu Douguou Ketteisen (ドラえもんWiiひみつ道具王決定戦  Doraemon Wii: Secret Device King Tournament) là một trò chơi điện tử dựa trên các ấn phẩm Doraemon như truyện tranh và các bộ phim hoạt hình. Trờ chơi được phát hành tại Nhật Bản ngày 6 tháng 12 năm 2007 trên hệ máy Wii.

## Cốt truyện
Nobita bị bọn khổng lồ chế giễu vì không biết sử dụng công cụ bí mật. Bọn khổng lồ nói rằng chúng có thể sử dụng công cụ bí mật và yêu cầu Doraemon cho chúng mượn công cụ, nhưng Doraemon không có ý định cho mượn, nói rằng "Cho mượn thì không có gì sai cả", và tôi nghĩ rằng vụ bắt cóc sẽ không thể xảy ra như vậy, vì vậy Doraemon đã đưa ra "Nhà sản xuất sugoroku ba chiều". Đây là một công cụ dành cho trẻ em ở thế kỷ 22 để học cách sử dụng công cụ bí mật và chúng có thể tạo ra những chú sóc ba chiều từ những bức ảnh và chơi với chúng. Nghe vậy, Nobita và những người khác đã thách thức trò chơi với mục đích giành được danh hiệu "Vua công cụ bí mật".

## Lối chơi
Trò chơi Doraemon Wii có lối chơi tương tự với những trò chơi video Mario Party. Số chấm trên một con súc sắc sẽ ứng với số bước đi, khi đó tùy vào đường đi mà người chơi sẽ vào một ô với những kết quả ảnh hưởng đến lượt của người đang chơi.
Trước khi bắt đầu, người chơi sẽ được chọn số người chơi tham gia chơi cùng (tối đa 4 người chơi), những nhân vật không do người chơi điều khiển sẽ do máy tính điều khiển (COM) với mức độ khó do người chơi chỉnh. Thứ tự chơi sẽ được hệ thống sắp xếp, nhiệm vụ của các người chơi là tích càng nhiều điểm và hoàn thành các vòng chơi theo yêu cầu (tối đa 6 vòng, do người chơi điều chỉnh). Trong khi chơi, họ hoàn toàn có thể xem bản đồ, sử dụng bảo bối,...để tạo lợi thế tốt nhất.
Doraemon Wii yêu cầu người chơi sử dụng Wii Remote làm thiết bị điều khiển chính của trò chơi, mục đích theo SEGA nhằm "Tôi muốn bạn tận hưởng việc sử dụng Wii Remote". Các thiết bị điều khiển như Nunchucks, Classic Controllers, GameCube Controllers,...không được sử dụng. Khi chơi, nếu thiết bị điều khiển có vấn đề, trò chơi sẽ hiện cảnh báo để người chơi tinh chỉnh lại trước khi tiếp tục chơi.

## Các địa điểm
Có tổng cộng sáu địa điểm chính trong trò chơi, năm trong số sáu địa điểm được thiết kế dựa trên bối cảnh của ấn phẩm Doraemon, bao gồm:
- Khu phố [1]
- Vương quốc trên mây[2]
- Không gian[3]
- Công viên kỷ Jura[4]
- Phòng của Nobita[5]
- Khu vực trường học[6]

## Các ô
- Cửa hàng : Người chơi sử dụng điểm để mua bảo bối
- Bảo bối - Nhận một bảo bối ngẫu nhiên.
- Multiplayer Mini Game - Chơi một trò chơi phụ. Tùy ô người chơi đến thì sẽ chơi theo thể thức phù hợp (1 đấu 3, 2 đấu 2, 4 người chơi)
- Cộng điểm
- Trừ điểm
- Mặt cười - Việc tốt: Nhận việc tốt và được phần thưởng theo hướng tích cực
- Mặt buồn - Việc xấu: Nhận việc xấu và được phần thưởng theo hướng tiêu cực
- Cờ - Ô xuất phát: Điểm bắt đầu cho một trò chơi, khi người chơi qua ô đó đồng nghĩa hoàn thành 1 vòng chơi.

## Danh sách các nhân vật
- Doraemon
- Nobita
- Shizuka
- Jaian
- Suneo
- Dorami (được mở khóa sau khi hoàn thành 6 địa điểm chơi lần đầu tiên)